# Файрбо (аэропорт)
Аэропорт Файрбо (англ. Firebaugh Airport), (FAA LID: F34), formerly Q49, — государственный гражданский аэропорт, расположенный в 1,6 километрах к западу от делового центра города Файрбо, округ Фресно (Калифорния), США.
Аэропорт находится в собственности округа Фресно и обслуживает главным образом рейсы авиации общего назначения.

## Операционная деятельность
Аэропорт Файрбо занимает площадь в 15 гектар, расположен на высоте 48 метров над уровнем моря и эксплуатирует одну взлётно-посадочную полосу:
- 12/30 размерами 945 х 18 метров с асфальтовым покрытием.